# Raúl Antonio García
Raúl Antonio García (San Miguel, 1962. szeptember 13. – 2018. január 11.) válogatott salvadori labdarúgó, kapus.

## Pályafutása

### Klubcsapatban
1981 és 1986 között az UES, 1987 és 1999 között az Águila labdarúgója volt. Az 1987–88-as idényban bajnokságot nyert az Águila kapusaként.

### A válogatottban
1988 és 1997 között 37 alkalommal szerepelt a salvadori válogatottban.

## Sikerei, díjai
Águila
- Salvadori bajnokság
  - bajnok: 1987–88